# Synagoge Stadtlengsfeld
Die Synagoge Stadtlengsfeld befand sich in Stadtlengsfeld im heutigen Wartburgkreis in Thüringen.

## Jüdische Gemeinde
Lengsfeld war seit 1494 im Besitz derer von Boyneburg, die Ende des 16. Jahrhunderts in Lengsfeld und im benachbarten Gehaus Schutzjuden aufnahmen. Bereits zu Beginn des 17. Jahrhunderts existierte ein jüdischer Friedhof. 1731 lebten in Stadtlengsfeld 24 jüdische Familien, 1800 waren es 800 Juden, danach war die Zahl rückläufig. 1824 wurde Stadtlengsfeld Sitz des Landrabbinats für das Großherzogtum Sachsen-Weimar-Eisenach. 1846 wurde der Sitz des Landesrabbinats nach Eisenach verlegt, befand sich von 1876 bis 1912 abermals in Stadtlengsfeld und danach erneut in Eisenach. 1826 lebten 542 Juden in 145 Familien in Stadtlengsfeld. 1895 waren noch 97, 1932 noch 32 jüdische Einwohner registriert. Die letzten jüdischen Einwohner verließen Ende 1938 die Stadt.

## Synagoge
Die Synagoge befand sich am Standort Amtsstraße 8 und wurde bis Ende 1938 genutzt. Das Ende des 19. Jahrhunderts im neugotischen Stil errichtete Gebäude hatte an den Längsseiten jeweils fünf große Bleiglasfenster und verfügte über einen kleinen Turm auf dem Dach. An das Gebäude schloss sich ein Anbau mit Gemeinderäumen an. Das Haus ist noch heute als Wohn- und Geschäftshaus erhalten. Am 9. November 1938 wurde die Synagoge weitgehend verwüstet, aber wegen der Gefahr des Übergreifens von Feuer auf andere Wohnbauten nicht in Brand gesteckt. Da die kleine jüdische Gemeinde der städtischen Aufforderung, die Synagoge abzureißen, nicht nachkommen konnte, überließ sie das Gebäude der Stadt. Später wurde es zu einem Wohnhaus umgebaut.

## Jüdische Schule
Die jüdische Schule bestand in unmittelbarer Nachbarschaft zur Synagoge seit 1799. 1850 wurden die christliche und die jüdische Schule des Ortes auf Wunsch beider Gemeinden aufgelöst und in eine vereinigte Bürgerschule überführt. Das Schulgebäude am Standort Ratsgasse 15 ging 1860 in städtischen Besitz über und ist noch heute als Wohnhaus erhalten.

## Jüdischer Friedhof
Der jüdische Friedhof des Ortes an der Straße „Roter Graben“ ist erhalten. Mit über 600 erhaltenen Grabsteinen ist er einer der größten jüdischen Friedhöfe in Thüringen.